# Введенский, Александр Иванович (поэт)
Алекса́ндр Ива́нович Введе́нский (23 ноября (6 декабря) 1904, Санкт-Петербург — 19 декабря 1941, предположительно Казань) — русский поэт, драматург, детский писатель, член Объединения реального искусства (ОБЭРИУ).
Подавляющее большинство «взрослых» текстов Введенского было опубликовано посмертно. В философской лирике Введенского, по словам М. Б. Мейлаха, разрабатываются «эсхатологические мотивы времени и смерти, богооставленности и Божественного вмешательства». Для Введенского характерны радикальные семантические эксперименты (характеризуемые как «заумь», «абсурд», «бессмыслица»). С их помощью, как указывают исследователи, дискредитируется обыденное сознание и ставится под сомнение адекватность разума и мышления вообще (и языка как их инструмента).

## Биография
Родился 23 ноября (6 декабря) 1904 в Санкт-Петербурге, где служил его отец Иван Викторович Введенский (1870—1939). В адресных книгах («Весь Петербург», «Весь Петроград», «Весь Ленинград») Иван Викторович Введенский и Евгения Ивановна Введенская (в девичестве Поволоцкая) начинают появляться только с 1909 года.
Иван Викторович Введенский (1870—1939) был сыном священника, окончил юридический факультет Киевского университета, затем Киевское пехотное юнкерское училище. Был чиновником для особых поручений Министерства внутренних дел, потом — экономистом Крестьянского поземельного банка. К 1917 году дослужился до чина статского советника. Евгения Ивановна Поволоцкая (1876—1935), дочь генерал-лейтенанта И. М. Поволоцкого, получила медицинское образование и стала известным врачом-гинекологом. Работала в Императорском клиническом повивально-гинекологическом институте (Менделеевская линия, 3; сейчас это НИИ акушерства, гинекологии и репродуктологии имени Д. О. Отта). Детей было четверо: Александр, Владимир, Евгения и Евлалия. В 1909 году семья жила на Лахтинской улице, 30. Позднее переехала на Шамшеву улицу, 11. В 1914 году поселилась на Съезжинской, 37, кв.14.
В 1914 году Александр Введенский и его младший брат были определены в Николаевский кадетский корпус. В начале 1918 года все кадетские корпуса были упразднены, поэтому Введенского перевели в гимназию имени Л. Д. Лентовской. Позднее гимназия была соединена с Петровской женской гимназией и стала Единой трудовой школой № 10 (сейчас — ГБОУ СОШ № 47 имени Д. С. Лихачёва). В этой же гимназии и впоследствии школе учились Л. С. Липавский и Я. С. Друскин, с которыми Введенский общался и позднее, а также Тамара Александровна Мейер (1903—1982), в 1921—1930 годах — жена Введенского, потом вышедшая замуж за Леонида Липавского. Тогда же Введенский начал писать стихотворения.
В 1921 году Александр Введенский окончил трудовую школу, начал работать конторщиком и затем счетоводом на строительстве электростанции «Уткина Заводь». В 1922 году поступил на правовое отделение факультета общественных наук Петроградского университета, которое вскоре покинул. Возможно, недолгое время также пробовал учиться на китаиста (по одному «разряду» с Т. Мейер), однако это не подтверждено документально. В 1923—1924 годах работал в Фонологическом отделе ГИНХУКа. В 1924 году вступил в Ленинградский союз поэтов, при вступлении причислил себя к футуристам.
В 1925 году познакомился с Даниилом Хармсом — момент, оказавшийся исключительно важным для обоих поэтов.
Вместе с Хармсом Введенский принимал участие в деятельности авангардной литературно-театральной группы, которая в конце 1927 года утвердилась под названием «ОБЭРИУ» — Объединение Реального Искусства. Обэриуты проповедовали абсурдизм, примитивизм в поэзии, утверждая устами основателя движения, что интересны только бессмысленные явления. Введенский не играл в ОБЭРИУ никакой организаторской роли — эти функции взял на себя Даниил Хармс. Участники объединения проводили творческие вечера; самый эксцентричный, известный вечер группы состоялся 24 января 1928 года в Доме печати на Фонтанке и назывался «Три левых часа». Введенский читал на этом вечере свои стихи. В это же время Введенский, Хармс и некоторые другие ОБЭРИУты по предложению С. Я. Маршака начали сотрудничать с детскими журналами «ЁЖ» и «ЧИЖ». Александр Иванович практически постоянно печатался в них, а впоследствии даже перевёл несколько сказок братьев Гримм.
Дистанцируясь от футуристов с их утопиями светлого будущего, Введенский был близок по форме к Велимиру Хлебникову. Он, так же как Хлебников, предпочитал упрощённую рифмовку и метрику, нередко отсылающую к классическим текстам (например, в «Элегии» очевидны ритмические и тематические переклички с Пушкиным и Батюшковым). Так же, как Хлебников, он умышленно то тут, то там сбивается с ритма, переходя на прозаизированный свободный стих. Но, в отличие от Хлебникова, Введенский весьма далёк от романтизации прошлого или будущего.  «На смерть, на смерть держи равненье, / певец и всадник бедный» (так заканчивается «Элегия», один из наиболее известных текстов Александра Ивановича). Хлебников верил в законы времени, Введенский считал, что время открывает себя только в смерти. Одно из последних поэтических восклицаний: «Ах! Пушкин, Пушкин» — передаёт крушение цивилизации не только на историческом, но и на метафизическом уровне.
При этом Введенский отзывался о Хлебникове так: «Хлебников мне чужд, уж скорее мне ближе Кручёных», о чём пишет в монографии «Жизнь человека на ветру» В. И. Шубинский.
Введенский, по воспоминаниям современников, был тем не менее «абсолютно безбытным».
С 1930 по 1936 год был женат на Анне Семёновне Ивантер (1906—1996).
«Последние левые» довоенного Ленинграда, обэриуты продержались недолго. В печати появились резкие отклики на их публичные выступления, комсомольская аудитория которых, судя по этим откликам, была скандализирована аполитичностью «непонятных» поэтов. В конце 1931 года был арестован вместе с другими обэриутами (на Введенского поступил донос о том, что он произнёс тост в память Николая II, существует также версия, что поводом для ареста послужило исполнение Введенским на одной из дружеских вечеринок «бывшего гимна»), выслан в 1932 году в Курск (жил там некоторое время вместе с Хармсом), затем жил в Вологде, в Борисоглебске.

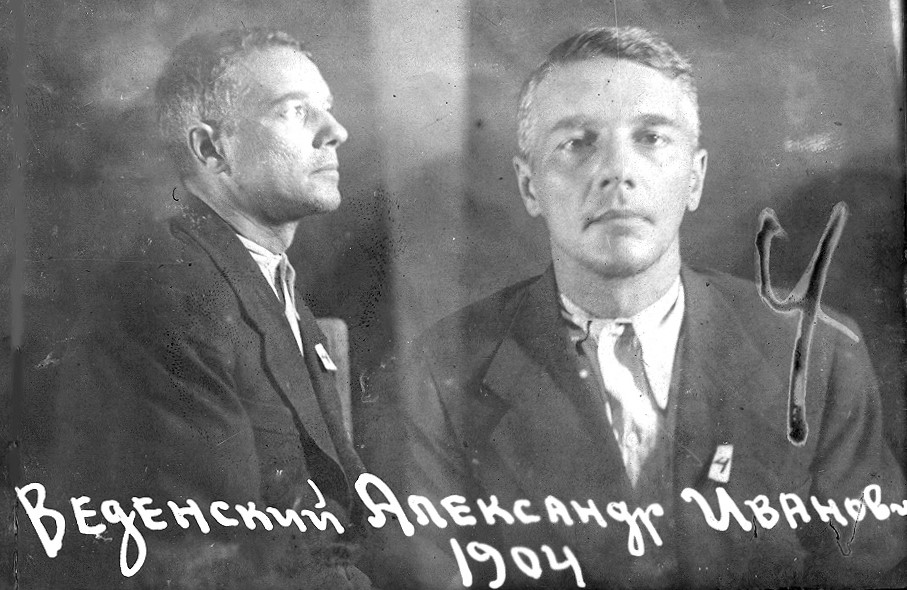
Фото из следственного дела

В 1934 году становится членом Союза писателей.

## Переезд в Харьков
С 1936 года из Ленинграда, куда ему дозволено было вернуться в 1932 году почти одновременно с Хармсом, Введенский переехал к новой жене Галине Борисовне Викторовой (1913, Москва — 1985, Харьков) в Харьков; в 1937 году родился сын Пётр Александрович Введенский (1937—1993). Крёстными отцом и матерью Петра стали художники Елена Васильевна Сафонова и Владимир Васильевич Стерлигов.

## Арест и смерть
27 сентября 1941 года Александр Введенский был арестован по обвинению в контрреволюционной агитации. По одной из последних версий, в связи с подходом немецких войск к Харькову был этапирован в эшелоне в Казань, но в пути 19 декабря 1941 года скончался от экссудативного плеврита. Его тело было доставлено в морг Казанской специализированной психиатрической больницы НКВД (в архиве этой больницы есть акт о его смерти). Похоронен, предположительно, на Арском или Архангельском кладбище в Казани. 31 января 1942 года уголовное дело в отношении Введенского было прекращено за смертью обвиняемого. 30 марта 1964 года Александр Введенский был полностью реабилитирован; согласно справке о реабилитации № 6/021820 от 10 апреля 1964 года, выданной Управлением КГБ при Совете министров УССР, его дело было прекращено по п. 2 ст. 6 УПК УССР, то есть за отсутствием состава преступления.

## Судьба литературного наследия
При жизни печатался в основном как детский поэт. С 1960-х годах тексты Введенского, как и других обэриутов, ходят в самиздате и печатаются на Западе (часто в неполном и искажённом виде). Полная публикация его «взрослого» наследия произошла только в 1980—1984 годах в подготовленном Михаилом Мейлахом двухтомнике американского русскоязычного издательства «Ардис». В России первое издание было осуществлено лишь в 1993 году (Полное собрание произведений в 2 томах. — М.: Гилея, 1993). По сообщению пасынка поэта, Бориса Викторова, вступившего в права его наследника по решению харьковского суда в 1994 году (вскоре после смерти родного сына поэта П. А. Введенского), публикаторы не прислали вдове поэта Г. Б. Викторовой и ему ни одного экземпляра его изданий, а одолженные рукописи, как правило, не возвращали. Впоследствии публикации были прерваны, так как получивший в 1994 году доверенность от наследника Бориса Викторова литературовед Владимир Глоцер стал предъявлять высокие гонорарные требования к издательствам («наследникам надо платить»), в противном случае угрожая судебным преследованием. Это привело к тому, в частности, что один из сборников поэтов ОБЭРИУ вышел вначале без каких-либо выходных данных («Сборище друзей, оставленных судьбою»: «Чинари» в текстах, документах и исследованиях в двух томах. — ❬Б. м., б. изд.❭, <1997>), а затем уже с ними, но зато с чистыми листами на месте, где должны были быть стихи Введенского, при этом с комментариями к отсутствующим текстам (то же. М.: Ладомир, 2000). Глоцер в течение четырёх лет судился с книгоиздательством «Гилея», выпустившим первое издание произведений Введенского, однако суд в обеих инстанциях проиграл.
В 2002 году во Франции вышло полное собрание «взрослых» текстов поэта на русском и французском языках. В 2004 году в Санкт-Петербурге и Белграде прошли посвящённые Введенскому международные научные конференции, по материалам которых были выпущены сборники.
После смерти Глоцера в ноябре 2010 года в издательстве «ОГИ» вышел 700-страничный сборник произведений Введенского под названием «Всё», составленный Анной Герасимовой. В него вошли почти все «взрослые» произведения автора. Впоследствии собрания произведений Введенского выходили в издательствах «Вита Нова» и «Азбука». В 2024 году в издательстве «Галеев-Галерея» были опубликованы ранее не издававшиеся произведения, черновики и рукописи Введенского.

## Память
- 17 июля 2011 года в рамках 1-й Петроградской академической велоночи Москультпрога-2001 на фасаде дома 37 по Съезжинской улице в Санкт-Петербурге, в котором поэт проживал до 1936 года, была установлена мемориальная арт-доска[10][11][12].
- Александру Введенскому посвящено стихотворение Егора Летова «Ночь» из альбома «Прыг-скок» (1990); Введенский упоминается в этом стихотворении[13].
- На стихи Введенского Леонид Фёдоров спел множество песен. Фёдоров довольно часто обращался в своём творчестве к стихам Введенского. В частности, на стихи поэта записан целый альбом — «Весна».
- На строки из стиха Введенского «Мне жалко, что я не зверь…» украинская театрально-музыкальная группа Dakh Daughters записала песню «Зверь-сорока».
- По мотивам одноимённых стихотворений были сняты мультфильмы «Кто?» (1986, Беларусьфильм) и «Потец» (1992, ТО «Экран»).

## Детские книги
- На реке, 1928 (2 изд.)
- Много зверей, 1928
- Мяу, 1928
- Летняя книжка, 1928
- Авдей-ротозей, 1929
- Путешествие в Крым, 1929
- Железная дорога, 1929
- Октябрь, 1930 (2-е изд. 1931)
- Зима кругом, 1930 (2-е изд. 1931, 3-е изд.1935)
- Рабочий праздник, 1930
- В дорогу, 1930
- Ветер, 1930
- Коля Кочин, 1930
- Бегать, прыгать, 1930 (2-е изд. 1931)
- Мёд, 1930
- Рыбаки, 1930 (2-е изд. 1931)
- Кто? Стихи, 1930 (2-е изд. 1931; 3-е изд. 1934, 4-е изд. 1936)
- Письмо Густава Мейера, 1931
- Путешествие в Батум, 1931
- Конная Будённого, 1931
- Подвиг пионера Мочина, 1931
- П.В.О. К обороне будь готов!, 1932
- Володя Ермаков, 1935
- Лето и зима, 1935 (2-е изд. 1936)
- Катина кукла, 1936
- Щенок и котёнок, 1937
- О девочке Маше, о собаке Петушке и кошке Ниточке, 1937
- Самый счастливый день, 1939
- Люсина книжка, 1940
- Наташа и пуговка. Первое мая и девочка Мая, 1940
- Стихи, 1940
- А ты? 1941
- Лето, 1941
- О рыбаке и судаке.

## Издания
- Введенский А. Полное собрание сочинений: В 2 т. / Вступ. ст., подг. текста и примеч. М. Мейлаха. — Анн-Арбор: Ardis, 1980/1984.
- Введенский А. Полное собрание произведений: В 2 т. / Вступ. ст., примеч. М. Мейлаха; сост., подг. текста М. Мейлаха и В. Эрля. — М.: Гилея, 1993. — 10 000 экз.
- Введенский А. И. Разговор о сумасшедшем доме. Стихи / Илл. и оформление Г. А. В. Траугот. — СПб.: Агат, 2002.
- Œuvres complètes (фр.) / Preface de Boris Lejeune. Paris: Editions de la Difference, 2002 (полное собрание произведений на рус. и франц. языках).
- Введенский А. И. Всё / сост., подгот. текста, вступ. ст. и прим. А. Герасимовой. — М. : ОГИ, 2013. — 736 с. — ISBN 978-5-94282-714-4.
- Введенский А. Гость на коне / Илл. И. Улангина. — СПб.: Вита Нова, 2010. — 461 с. — ISBN 978-5-93898-344-1.
- Александр Введенский. Еще. М.: Галеев-Галерея, 2024. 288 с. ISBN 978-5-6047082-6-2 (Наброски Введенского к стихам и рассказам для детей)
- Товарищ ЁЖ. Александр Введенский в детской периодике 1920—1930-х. М.: Галеев-Галерея, 2024. 76 с. ISBN 978-5-6047082-8-6 (Материалы из журналов 1920—1930-х)